# Côte de Ahin
De Côte de Ahin is een beklimming in de wielerklassieker Waalse Pijl. Het is de tiende klim van de wedstrijd, volgend op de Côte de Bousalle.
Deze beklimming is opgenomen in de Cotacol Encyclopedie met de 1.000 zwaarste beklimmingen van België onder de naam 'Côte de Ben-Ahin'.